# Deidamia I de l'Epir
Deidamia (en grec antic: Δηϊδάμεια, llatí: Deidameia) fou una filla del rei Eàcides de l'Epir i germana de Pirros.
Quan era una nena el seu pare l'havia promès a Alexandre IV de Macedònia, el fill de Roxana i Alexandre el Gran. Va acompanyar aquest príncep i la seva àvia Olímpia a Macedònia, on van ser assetjats a Pidna, segons que diuen Plutarc i Diodor de Sicília.
Després de la mort d'Alexandre IV i Roxana, es va casar amb Demetri Poliorcetes, en el moment que aquest volia establir el seu poder a Grècia, i així Demetri es va convertir en aliat de Pirros. Quan Demetri va passar a Àsia per ajudar el seu pare Antígon el Borni la va deixar a Atenes, però després de la batalla d'Ipsos els atenesos la van enviar a Mègara, on la van tractar amb honors i regals.
Poc després va marxar a Cilícia, on es va reunir amb Demetri que acabava de donar a la seva filla Estratonice com a esposa a Seleuc I Nicàtor; allí es va posar malalta i va morir poc després, l'any 300 aC.
Va tenir un fill de Demetri, de nom Alexandre, que va viure a Egipte, probablement com hoste-ostatge dels Ptolemeus; segons Plutarc, en una honorable captivitat.